# Alex Antônio de Melo Santos
Alex Antônio de Melo Santos (Diamantina, 16 april 1983), ook wel kortweg Alex genoemd, is een Braziliaans voetballer.

## Clubcarrière
Alex speelde tussen 2001 en 2012 voor Cruzeiro, Kawasaki Frontale, Avispa Fukuoka, Kashiwa Reysol, JEF United Ichihara Chiba en Kashima Antlers. Hij tekende in 2012 bij Tokushima Vortis.